# Anemone drummondii
Anemone drummondii är en ranunkelväxtart som beskrevs av S. Wats.. Anemone drummondii ingår i släktet sippor, och familjen ranunkelväxter.

## Underarter
Arten delas in i följande underarter:
- A. d. drummondii
- A. d. heimburgeri

## Bildgalleri

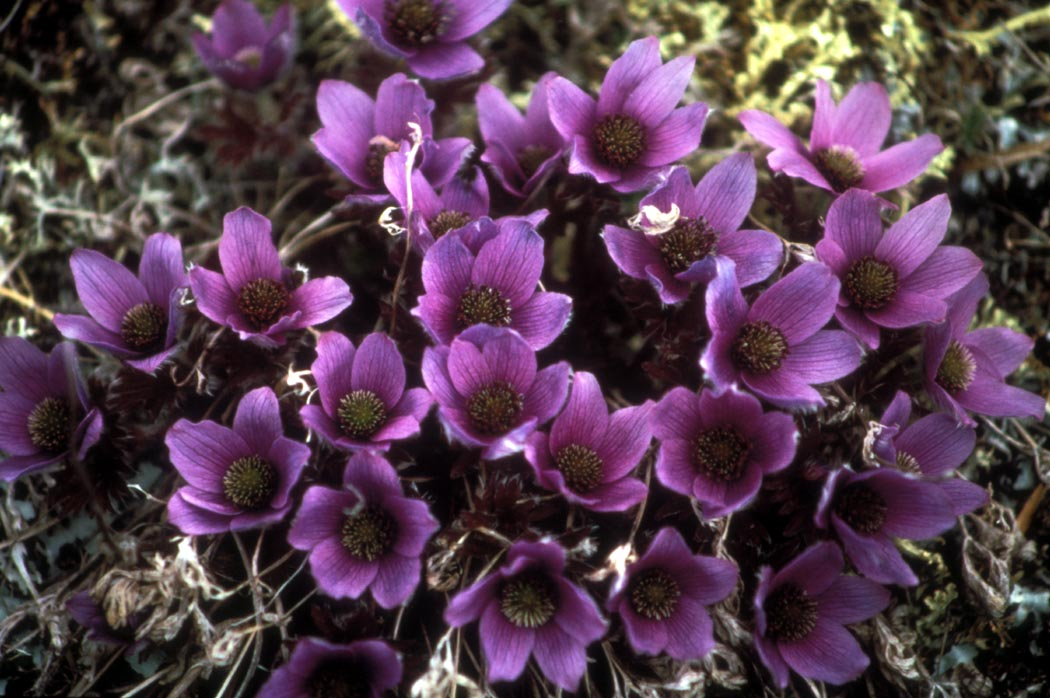